# Bisdom Kilwa-Kasenga
Het bisdom Kilwa-Kasenga (Latijn: Dioecesis Kilvaensis-Kasengaensis) is een rooms-katholiek bisdom in Congo-Kinshasa met als zetel Kilwa (kathedraal Sint-André). Het is een suffragaan bisdom van het aartsbisdom Lubumbashi en werd opgericht in 1962. 
Het bisdom is gecreëerd in 1962 uit de apostolische prefectuur van Lac Moero en heette toen het bisdom Kilwa. De eerste bisschop was de Belgische missionaris Joseph Alain Leroy, O.F.M.. In 1971 werd een deel van het gebied van het bisdom afgestaan aan het nieuw opgerichte bisdom Manono en in 1977 werd het bisdom hernoemd naar Kilwa–Kasenga. Tussen oktober 2018 en september 2019 werd de honderdste verjaardag van de evangelisatie in het bisdom gevierd. In oktober 1919 werd immers in Lukafu begonnen met de kerstening van het gebied door missionarissen Benedictijnen.
In 2016 telde het bisdom 19 parochies. Het bisdom heeft een oppervlakte van 54.000 km2 en omvat de territoria Kasenga, Mitwaba en Pweto in de provincie Haut-Katanga. Het telde in 2016 672.000 inwoners, waarvan 51% rooms-katholiek was. 

## Bisschoppen
- Joseph Alain Leroy, O.F.M. (1962-1975)
- André Ilunga Kaseba (1975-1979)
- Dominique Kimpinde Amando (1980-1989)
- Jean-Pierre Tafunga Mbayo, S.D.B. (1992-2002)
- Fulgence Muteba Mugalu (2005-2021)
- Désiré Lenge Mukwenye (2024- )